# Haus Schütze

Haus Schütze, gezeichnet 1882 von „Meyer“, Fassade an der Straße Lange Laube

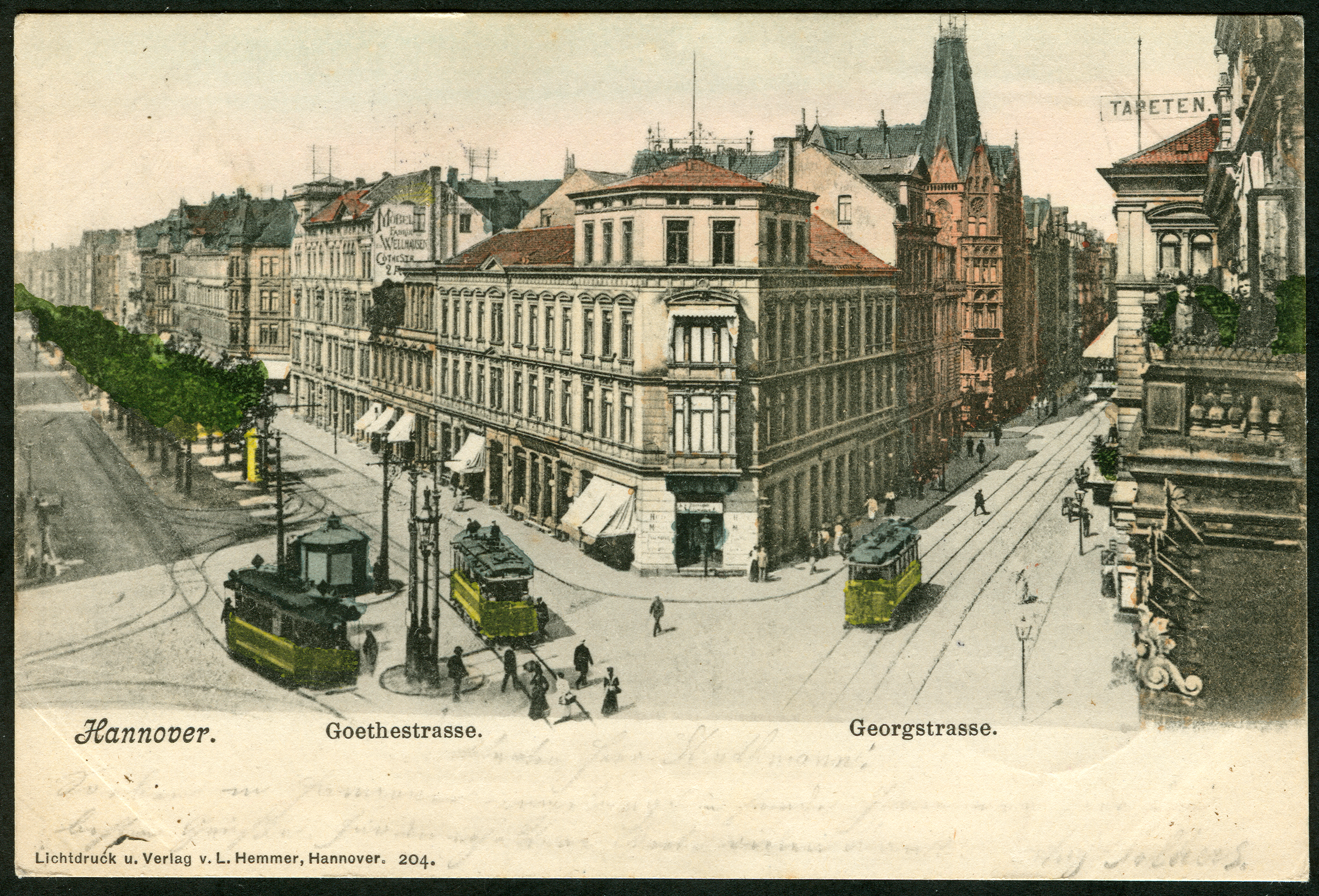
Um 1900: Das Haus Schütze (im Hintergrund, rot mit Turm), Lange Laube Ecke Münzstraße, vor dem später fünf Stolpersteine für die Familie Maissner verlegt wurden; in der Bildmitte Goethestraße Ecke Georgstraße das Ladengeschäft von Hut Göbelhoff (am späteren Platz Am Steintor), dessen Inhaber August Göbelhoff wegen Brandstiftung der Neuen Synagoge verurteilt wurde;
kolorierte Ansichtskarte Nummer 204 von Ludwig Hemmer

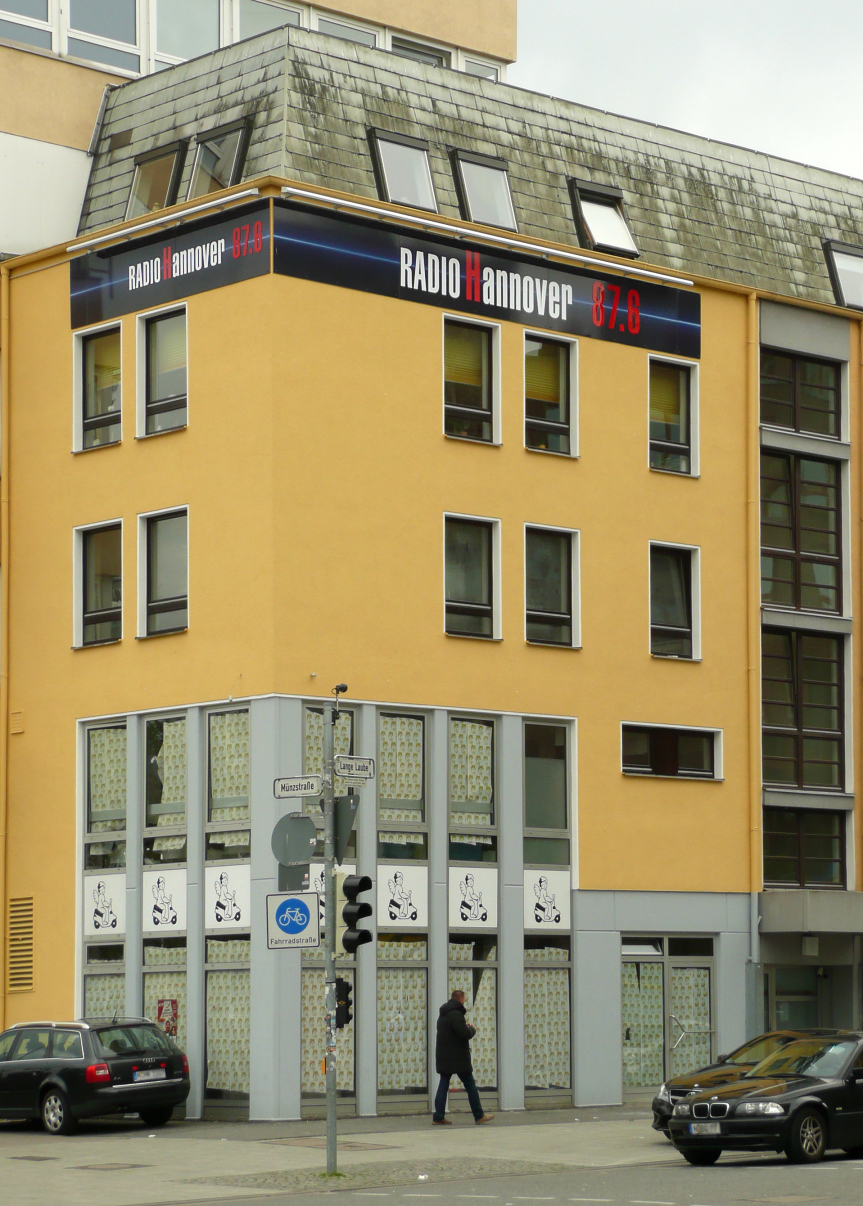
Ansicht Lange Laube 1 mit dem Sitz von Radio Hannover

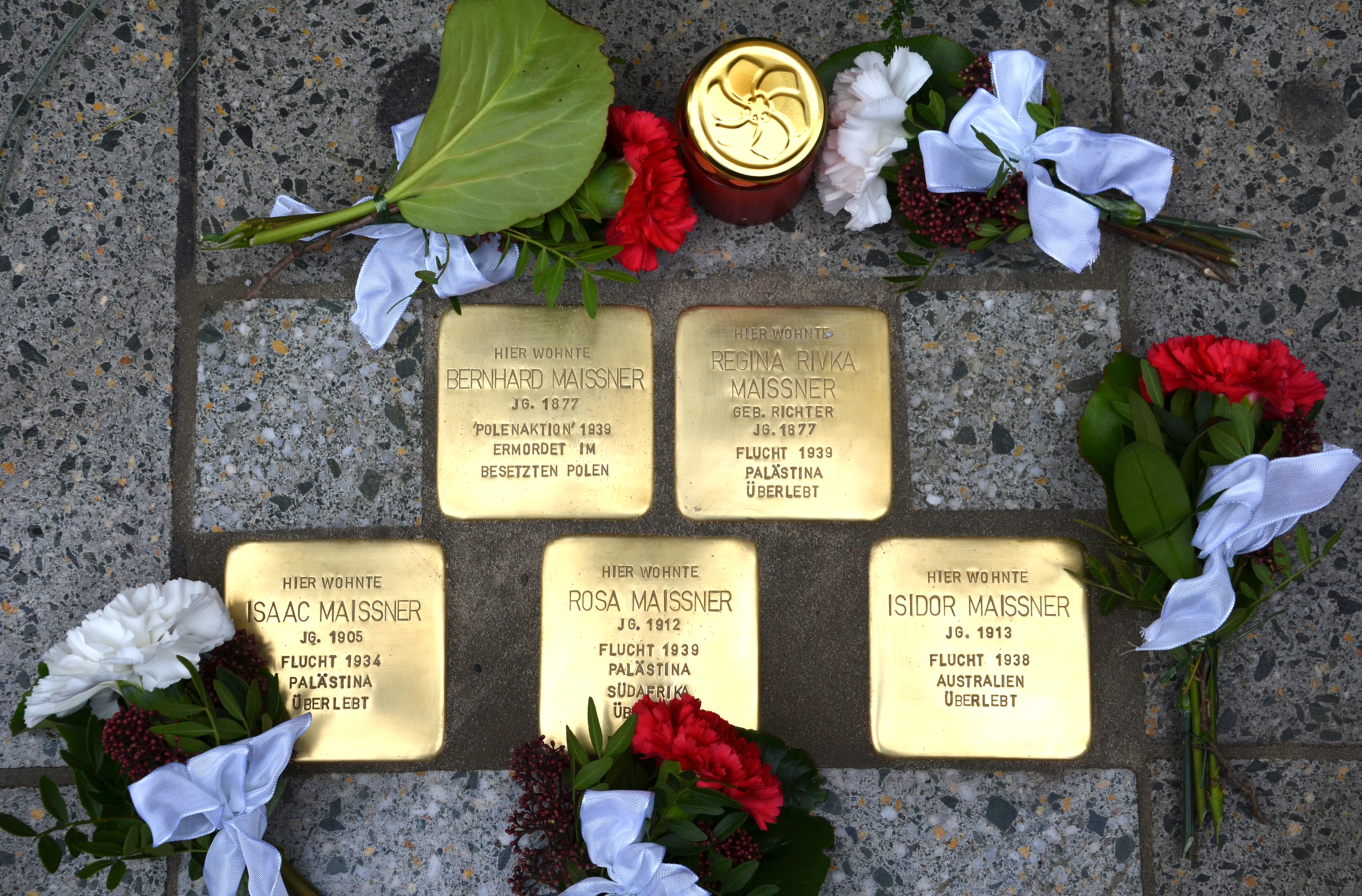
Fünf Stolpersteine für die Familie Maissner vor dem Gebäude Lange Laube 1; Bernhard Maissner war im besetzten Polen ermordet worden, vier Angehörige konnten 1939 nach Palästina oder Südafrika fliehen.

Haus Schütze in Hannover war ein im 19. Jahrhundert errichtetes Wohn- und Geschäftsgebäude unter der damaligen Adresse Langelaube 29 Ecke Münzstraße. Das Eckhaus wurde 1882 vom Architekten- und Ingenieur-Verein zu Hannover herausgegebenen „Führer durch die Stadt und ihre Bauten“ als besonders sehenswert herausgestellt. Architekt des Gebäudes war Georg Hägemann. Nach seinen Plänen entstand ein insbesondere über den im Erdgeschoss untergebrachten Läden architektonisch ausgeprägtes Zwischengeschoss, dessen Fassade mit roten Backsteinen und weißen Sandsteinen im Stil der Neugotik ausgestaltet war. An der Straßenecke stand ein zierlich detaillierter Erker über zwei Stockwerke hervor. Zugleich wurde die Ecke durch einen hohen, achteckigen Turmhelm bekrönt.
Der Name des in der Gründerzeit des Deutschen Kaiserreichs erbauten Hauses im heutigen Stadtteil Mitte leitete sich ab von dem Unternehmen H. V. Schütze, das laut dem Adreßbuch, Stadt- und Geschäftshandbuch der Königlichen Residenzstadt Hannover und der Stadt Linden für 1883 eine en-gros-Handlung für englische Reit-, Fahr-, Jagd- und Reiseutensilien war, aber auch Leder und Lederwaren sowie Sattler- und Buchbinderwaren im Portefeuille hatte. Inhaber des vom Parterre des von der damaligen Münzstraße 4 zu betretenden Ladengeschäftes waren die Kaufleute und „Associers“ Hans Heinrich Victor Schütze, der seinen Wohnsitz in der Eichstraße 43 hatte, und Karl Ludwig Ferdinand Schütze.